# Francesco Provenzale
Francesco Provenzale (Napels, omstreeks 1624 - 1704) was een Italiaans barokcomponist en muziekleraar. 

## Biografie
Over het leven van Francesco Provenzale is voor het jaar 1658 zeer weinig bekend. Door diverse bronnen wordt aangenomen dat hij is geboren in 1624. Het jaar dat van Provenzale daadwerkelijk iets bekend is is het jaar 1654, het jaar waarin zijn opera Teseo werd uitgevoerd in Napels. Tijdens zijn leven heeft hij zich vooral gericht op het geven van muziekonderwijs, maar hij heeft een plaatsje in de geschiedenis als de eerste Napolitaanse operacomponist. 
Voor Teseo heeft hij nog minstens twee andere opera's geschreven. In datzelfde jaar (1654) werd een opera genaamd Il Ciro, zonder twijfel door Provenzale gecomponeerd, uitgevoerd in Venetië aan het Teatro Santi Giovanni e Paolo. Het opmerkelijke aan deze opera was dat een deel van de muziek werd gecomponeerd door Francesco Cavalli; er is geen andere opera bekend voor deze datum die gezamenlijk is gecomponeerd in Venetië. 
Tussen het componeren van opera's en het geven van onderwijs door leidde Provenzale een comfortabel leven. In 1660 trouwde hij met Chiara Basile en in het voorjaar van 1663 werd hij maestro van het Conservatorio di S Maria di Loreto, waar hij zeker twee jaar heeft gewerkt. Vanaf het jaar 1663, totdat de leeftijd zijn tol begon te eisen, was zijn leven een succesverhaal. Zijn werken werden vaak uitgevoerd in Napels, en naarmate zijn reputatie groeide, stroomde het geld binnen en groeide het aantal studenten. Maar hoewel hij als maestro in tal van instellingen werkte, bereikte hij nooit de hoogste positie van hoofd-maestro. In zijn laatste jaren werd hij nog plaatsvervanger van Alessandro Scarlatti, en in 1704 was hij maestro van de koninklijke kapel, maar dat was slechts enkele dagen voor zijn dood. De vacante positie werd ingenomen door Gaetano Veneziano, zijn beste student. 

## Werken
Van het werk van Provenzale is niet veel overgebleven. De opera's die bewaard zijn gebleven zijn Il Schiavo di sua moglie, La Stellidaura vendicante, het heilige melodrama La Colomba ferita (beschouwd als zijn beste stuk, over het leven van de heilige Rosalia), en tal van heilige werken. De kwaliteiten van de Italiaanse vocale stijl, waar emotie en pijn bezongen worden, zijn volgens sommigen nergens beter geïllustreerd dan in de lange melodische lijnen en expressieve chromatische harmonieën van de aria Lasciatemi morir ("Laat mij sterven"), uit zijn opera Il Schiavo di sua moglie. 
- Biblioteca Nacional de España: XX4580788
- Bibliothèque nationale de France: cb140238529 (data)
- CiNii: DA1072225X
- Gemeinsame Normdatei: 103936211
- International Standard Name Identifier: 0000 0000 8076 4908
- Library of Congress Control Number: n80057159
- MusicBrainz: fc904c47-b9e3-4745-8c2c-6b897111f676
- Nationale Bibliotheek van Tsjechië: xx0049884
- Nationale Bibliotheek van Israël: 987007429750705171
- Nederlandse Thesaurus van Auteursnamen: 157207455
- Istituto Centrale per il Catalogo Unico: CFIV151961
- LIBRIS: 264425
- SNAC: w6087vvs
- Système universitaire de documentation: 182116344
- Virtual International Authority File: 17421247
- WorldCat: E39PBJcKMvqqmDRQF6yyVvtYfq